# Lucas Kim Un-hoe
Lucas Kim Un-hoe (kor. 루카 김운회, 金雲會, * 18. Oktober 1944 in Seoul, Südkorea) ist ein südkoreanischer Geistlicher, emeritierter römisch-katholischer Bischof von Chuncheon und Apostolischer Administrator von Hamhŭng.

## Leben
Lucas Kim Un-hoe empfing am 8. Dezember 1973 durch Erzbischof Stephen Kardinal Kim Sou-hwan das Sakrament der Priesterweihe für das Erzbistum Seoul.
Am 12. Oktober 2002 ernannte ihn Papst Johannes Paul II. zum Titularbischof von Vadesi und zum Weihbischof in Seoul. Der Erzbischof von Seoul, Nicholas Cheong Jin-suk, spendete ihm am 21. November desselben Jahres die Bischofsweihe; Mitkonsekratoren waren die Weihbischöfe in Seoul, Andrew Yeom Soo-jung und Joseph Lee Han-taek SJ. Am 28. Januar 2010 ernannte ihn Papst Benedikt XVI. zum Bischof von Chuncheon und zum Apostolischen Administrator von Hamhŭng. Die Amtseinführung erfolgte am 25. März desselben Jahres.
Papst Franziskus nahm am 21. November 2020 seinen altersbedingten Rücktritt als Bischof von Chuncheon an.